# 洪袁舒
洪袁舒（1951年—），汉族，中华人民共和国政治人物、第十一届全国政协委员。
担任全国工商联常委、黑龙江省工商联主席、黑龙江省政协副主席。2008年，当选第十一届全国政协委员，代表中华全国工商业联合会，分入第二十二组。